# Gyroporus brunneofloccosus
Gyroporus brunneofloccosus är en svampart som beskrevs av T.H. Li, W.Q. Deng & B. Song 2003. Gyroporus brunneofloccosus ingår i släktet Gyroporus och familjen Gyroporaceae.   Inga underarter finns listade i Catalogue of Life.